# Axiopsis irregularis
Axiopsis irregularis är en kräftdjursart som beskrevs av John R. Edmondson 1930. Axiopsis irregularis ingår i släktet Axiopsis och familjen Axiidae. Inga underarter finns listade i Catalogue of Life.